# Vegard Høidalen
Vegard Høidalen (* 10. Mai 1971 in Skien) ist ein norwegischer Beachvolleyballspieler. Er wurde Europameister und nahm zweimal an Olympischen Spielen teil.

## Karriere
Høidalen absolvierte 1995 seine ersten Open-Turnier mit Jarle Huseby. 1996 bildete er ein neues Duo mit seinem langjährigen Partner Jørre André Kjemperud. Im folgenden Jahr gewannen Kjemperud/Høidalen in einem rein norwegischen Finale gegen Jan Kvalheim und Björn Maaseide das Finale der Europameisterschaft in Riccione. Außerdem nahmen sie an der ersten Weltmeisterschaft teil und belegten den 17. Platz. 1998 gelang den Norwegern in Berlin der erste Erfolg bei einem Open-Turnier. Im Finale bezwangen sie die aktuellen Weltmeister Guilherme und Pará aus Brasilien. Bei der Europameisterschaft in Rhodos gewannen die Titelverteidiger die Bronzemedaille. Ein Jahr später kamen Kjemperud/Høidalen bei der Weltmeisterschaft in Marseille nicht über Rang 25 hinaus. Die EM in Marseille beendeten sie auf dem neunten Platz. Das gleiche Ergebnis gab es im olympischen Turnier 2000 in Sydney. Die nächsten drei Europameisterschaften brachten dem Duo drei weitere Bronzemedaillen in Folge. Ebenfalls den dritten Rang erreichten sie bei der Weltmeisterschaft in Klagenfurt. Nach drei neunten Plätzen bei den Europameisterschaften 2003 in Alanya und 2004 in Timmendorfer Strand sowie beim WM-Turnier in Rio de Janeiro nahmen sie 2004 in Sydney zum zweiten Mal am olympischen Turnier teil und wurden erneut Neunter. Anschließend trennten sich ihre Wege.
Hoidalen spielte ab 2005 mit Terje Oevergaard und schied bei der Weltmeisterschaft in Berlin nach zwei Niederlagen ohne Satzgewinn aus. Vom Pariser Grand Slam 2006 bis Ende 2008 hieß sein Partner Kjell Arne Gøranson. Für das neue Duo endete die WM 2007 in der ersten Hauptrunde gegen die späteren Halbfinalisten Emanuel/Ricardo. Bei der Europameisterschaft in Valencia trat Høidalen mit seinem alten Partner Kjemperud an und schied nach zwei Dreisatz-Niederlagen aus.
Nach einigen weiteren Turnieren mit Gøranson bildete er 2009 und 2010 wieder ein festes Duo mit Kjemperud. Bei der Weltmeisterschaft im eigenen Land unterlagen sie in der ersten Hauptrunde den Österreichern Gosch/Horst. 2011 spielt Hoidalen mit Geir Eithun.